# Catedral de Nuestra Señora de Maribo
La catedral de Maribo (en danés, Maribo domkirke) es la catedral luterana de la ciudad de Maribo, en la isla de Lolland, Dinamarca. Es sede de la diócesis de Lolland-Falster, y está consagrada a la Virgen María, si bien en la Edad Media estuvo también bajo la advocación de Santa Brígida, cuando era el templo de un convento mixto de la Orden del Santísimo Salvador. Es un edificio gótico de la primera mitad del siglo XV.
Su historia inicia por voluntad de la reina Margarita I de Dinamarca, quien era devota de Santa Brígida, y decidió la construcción de un convento brigidino en Dinamarca. La orden brigidina a Maribo (en ese entonces llamada Skimminge) desde Suecia en 1416, unos años después de la muerte de Margarita, y en esa localidad iniciaría la construcción del monasterio. Al igual que el convento de Vadstena, en Suecia, el de Maribo se construyó de acuerdo a las directrices de Santa Brígida contenidas en sus Apariciones celestiales.
El convento pronto llegó a ser el más rico de Dinamarca, pero tras poco más de un siglo de existencia, su historia fue interrumpida por la llegada de la reforma protestante al país. En 1536 fueron suprimidos los monasterios católicos en Dinamarca, y los brigidinos abandonaron el país. La iglesia fue usada desde entonces como templo luterano, mientras que el convento cayó en la ruina.
A partir de 1596 fue usada como la iglesia principal de la ciudad, debido a que el templo que cumplía con esas funciones se incendió ese mismo año. El mantenimiento de la iglesia resultó costoso para los habitantes de la pequeña ciudad, por lo que se pensó en la posibilidad de demoler el coro. Finalmente se rechazó esa posibilidad y en su lugar se demolió la torre occidental.
En la segunda mitad del siglo XIX se restauró la iglesia, y se construyó una nueva torre occidental. En 1803 fue designada catedral, cuando se fundó la diócesis de Lolland-Falster.